# Raad van Vlaanderen (activisme)

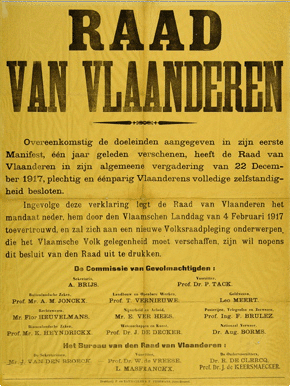
Affiche uit 1917 waarop de Raad van Vlaanderen de onafhankelijkheid van Vlaanderen uitroept

De Raad van Vlaanderen was een soort officieus Vlaams parlement dat tijdens de Eerste Wereldoorlog (op 4 februari 1917) door activisten opgericht werd, op een in Brussel gehouden Vlaamsch Nationale Landdag en na moeizame onderhandelingen tussen verschillende activistische organisaties. De oprichting gebeurde vanuit kringen rond Jong-Vlaanderen, terwijl de Duitse bezetter het initiatief meteen inschakelde in zijn Flamenpolitik, zonder nochtans veel autonomie aan het initiatief te gunnen.

## De Eerste Raad van Vlaanderen
De Raad van Vlaanderen werd gesticht op 4 februari 1917 en ontbonden begin januari 1918. Onder het voorzitterschap van Pieter Tack bestond hij aanvankelijk uit vijftig leden en was tegen het einde van 1917 gestegen tot 81 leden.
De Raad onderhandelde met de Duitse bezetter (gouverneur-generaal Moritz von Bissing) over een toekomstig statuut voor Vlaanderen, voor de verwezenlijking van de op 31 december 1915 gedane toezegging van vernederlandsing van de Gentse universiteit, en voor de invulling van de op 21 maart 1917 afgekondigde federalisering ("Bestuurlijke Scheiding") van België. 
De Raad riep op 22 december 1917, onverwacht en op voorstel van August Borms, de Vlaamse onafhankelijkheid uit. Veel betekenis had deze demarche niet want ze werd door de bezetter niet erkend. Ze doorkruiste namelijk geheime diplomatieke vredesonderhandelingen met koning Albert I van België, die volgden op de vredesoproep van paus Benedictus XV en Matthias Erzberger en de publicatie van de Veertien punten door de Amerikaanse president Woodrow Wilson. Dit waren onderhandelingen waarvoor rijkskanseliers Theobald von Bethmann Hollweg, Georg Michaelis, Georg von Hertling en Max van Baden zich sterk maakten. De Raad wilde een eigen onderhandelingspositie, maar dit mislukte: de Oberste Heeresleitung zag meer in een annexatie van Vlaanderen door Duitsland, waar Nederland als Duits protectoraat zich over zou mogen ontfermen.
De Raad van Vlaanderen was met deze onafhankelijkheidsverklaring te ver gegaan en op bevel van de bezetter werd hij ontbonden. De samenstelling van een nieuwe Raad werd toevertrouwd aan de Commissie van Gevolmachtigden.

## De Tweede Raad van Vlaanderen
Na een zogenaamde volksraadpleging werd in maart 1918 een Tweede Raad van Vlaanderen opgericht, maar ook deze werd noch door de Duitsers, noch door de bevolking ernstig genomen en hield in september op te bestaan.
De bijeenkomsten van de Raad waren regelmatig bewogen, door de grote meningsverschillen tussen separatisten en federalisten. Op 16 augustus 1918 dwong de Raad de leden van de 'Commissie van gevolmachtigden' om ontslag te nemen. Dit betekende meteen het feitelijk einde van de Raad van Vlaanderen zelf. Het Bureau bleef nog wel in functie en enkele leden van de Raad kwamen in september onofficieel nog een paar maal bijeen, maar dit alles had geen enkele betekenis.

## Commissie van Gevolmachtigden
Op 22 december 1917, nadat de Raad van Vlaanderen de onafhankelijkheid van Vlaanderen had uitgeroepen, werd beslist een uitvoerend orgaan aan te stellen onder de naam Commissie van Gevolmachtigden. Deze commissie bestond uit elf leden, met Pieter Tack als voorzitter. Aangezien men er een soort regering wilde van maken, kregen de leden een 'departement' toegewezen: Achiel Brijs (secretariaat), August Borms (Nationaal Verweer), Fernand Brulez (Post, Telegraaf, Telefoon), Josué De Decker (Wetenschappen en Kunsten), Florimond Heuvelmans (Rechtswezen), Karel Heynderickx (Binnenlandse Zaken), Alfons Jonckx (Buitenlandse Zaken), Leo Meert (Geldwezen), Emiel ver Hees (Nijverheid en Arbeid), Telesphorus Vernieuwe (Openbare Werken en Landbouw). Dit werd door de Duitse generaal-gouverneur bekrachtigd bij decreet van 18 januari 1918. Hun taak bestond erin de Raad te leiden en te vertegenwoordigen, onder de supervisie van de bezetter. In hoofdzaak was de commissie actief betreffende de ingevoerde bestuurlijke scheiding en betreffende de vernederlandsing van het onderwijs. De leden van de commissie waren met de problemen al vertrouwd, vanuit hun functies binnen de bestaande administratie.
De commissie kwam echter nauwelijks van de grond. De uitroeping van de onafhankelijkheid werd door de bezetter niet erkend. Hij wilde niet verder gaan dan een vorm van federalisme. Anderzijds werkte de Raad van Vlaanderen niet naar behoren. In een destructieve vlaag bracht de Tweede Raad op 16 augustus 1918 de commissie ten val. In september maakte de bezetter een einde aan de Raad van Vlaanderen zelf.

## Commissie van Zaakgelastigden
In vervanging van de Commissie van gevolmachtigden, vormde de generaal-gouverneur op 26 september 1918 een Commissie van zaakgelastigden.  Deze Commissie hing niet meer af van de verdwenen Raad en was in feite een verlengstuk van de bezettende overheid. De Commissie telde twaalf leden en vormde eveneens een soort pseudo-regering, waarbij elk lid een 'departement' toegewezen kreeg. Het ging om Josué De Decker (Voorzitter en Wetenschappen en Kunsten), Ernest Van den Berghe (Openbare Werken), August Borms (Nationaal Verweer), Fernand Brulez (Post, Telegraaf, Telefoon), Leo Meert (Geldwezen), Hendrik Mommaerts (Landbouw), Hector Plancquaert (Binnenlandse Zaken), Emiel ver Hees (Nijverheid en Arbeid) en vier leden zonder portefeuille: Alfons Depla, Achiel Brijs, Edward Joris en Adriaan Martens.
Tegen de tijd dat deze moeilijk tot stand gekomen Commissie in actie had moeten komen, was het al te laat. Dagelijkse bijeenkomsten konden hier niet aan verhelpen. Het einde kwam er op 9 november 1918. Tegen die tijd waren de leden al gevlucht naar Duitsland en Nederland of bereidden ze zich voor om dat te doen.

## Leden

### Stichtende leden
Bij de stichting op 4 februari 1917 telde de Raad 46 leden, waar in de volgende dagen vier leden werden aan toegevoegd:
- Emiel Van Bergen, ambtenaar, Brussel.
- Frans Bogaerts, advocaat, Brussel.
- August Borms, ambtenaar, Brussel.
- J. Borremans, tuinbouwer, Zuun.
- Albert van den Brande, docent economie, Gent
- Jozef van den Broeck, advocaat, Antwerpen, ambtenaar, Brussel.
- Achiel Brijs, handelaar, Brussel.
- Fernand Brulez, hoogleraar, Gent.
- Arthur Claus, hoogleraar, Antwerpen.
- Richard De Cneudt, ambtenaar, Brussel.
- Josué De Decker, hoogleraar, Gent.
- Gustaaf Doussy, docent geneeskunde, Gent.
- Emile Dumon, arts, Brugge.
- Johan Eggen, hoogleraar, Gent.
- Arthur Faingnaert, sociaal werker, Brussel.
- Alfons Fornier, hoogleraar, Gent.
- Polidoor Goossens, handelaar, Gent.
- Jozef Haller von Ziegesar, ambtenaar, Brussel.
- Hector Halsband, ambtenaar, Brussel.
- Florimond Heuvelmans, ambtenaar, Brussel.
- Antoon Jacob, docent, Gent.
- Emiel Jacques, kunstschilder, Brussel.
- Alfons Jonckx, hoogleraar, Gent.
- Maurits Josson, ambtenaar, Brussel.
- Jozef De Keersmaecker, hoogleraar, Antwerpen.
- Reimond Kimpe, docent, Gent.
- Jacob Lambrichts, handelaar, Brussel.
- Julius Libbrecht, ambtenaar, Brussel.
- F. Loquet, handelaar, Antwerpen.
- Adriaan Martens, hoogleraar, Gent.
- Lodewijk Masfranckx, verzekeraar, Brussel.
- Hippoliet Meert, ambtenaar, Brussel.
- Max Oboussier, docent, Gent.
- Emiel Peeren, ambtenaar, Brussel.
- Lodewijk Peerenboom, industrieel, Brussel.
- Flor Peeters, accountant, Antwerpen.
- Lodewijk Severeijns, accountant, Antwerpen.
- Jules Spincemaille, ambtenaar, Brussel.
- Evarist Stocké, oogarts, Gent.
- Pieter Tack, ambtenaar, Brussel.
- P. Trachet, financier, Brussel.
- Emiel ver Hees, ambtenaar, Brussel.
- Telesphorus Vernieuwe, ambtenaar, Brussel.
- Willem De Vreese, hoogleraar, Gent.
- Robert De  Waele, docent, Gent.
- Karel Waternaux, ambtenaar, Antwepern.

### Aanvullende leden
In de loop van 1917 steeg het aantal leden tot 81. Werden gecoöpteerd:
- Jan Quintens, arts, Sint-Truiden.
- Raf Verhulst, journalist, Antwerpen.
- Herman Vos, socioloog, Antwerpen.
- Leo Meert, Antwerpen.
- Emiel Van Bockstaele, hoogleraar, Gent.
- Hendrik Schönfeld, arts, hoogleraar, Gent.
- Antoon Picard, hoogleraar, Gent.
- Alfons Van Roy, hoogleraar, Gent.
- Frans Quintens, Sint-Truiden.
- Karel Borms, hoogleraar, Gent.
- Everhardus Godée-Molsbergen, hoogleraar, Gent.
- Johan Labberton, hoogleraar, Gent.
- Albert Vlamynck, docent, Gent.
- Jan Baptist Bellefroid, sociaal werker, Herentals.
- Jef Van den Eynde, ambtenaar, Brussel.
- Hendrik Mommaerts, industrieel, Broechem.
- Jan Vogels, arts, Turnhout.
- Karel De Vriese, ambtenaar, Brussel.
- Karel Angermille, graanmakelaar, Antwerpen.
- Alfons Depla, arts, Kortrijk.
- L. Goyens, arts, Antwerpen.
- Simon Lindekens, arts, Schoten.
- Marten Rudelsheim, bibliothecaris, Antwerpen.
- Walter Tamm, arts, Antwerpen.
- René De Clercq, conservator museum, Brussel.
- Triphon Tanghe, veearts, Harelbeke.
- Steven Prenau, ambtenaar, Brussel.
- N. De Poortere, vlashandelaar, Kuurne.
- A. Pacilly, wisselagent, Brussel.
- H. Van de Velde, landmeter, Brussel.
- Antoon-Alfons Plevoets, ambtenaar, Brussel.
- Karel Heynderickx, ambtenaar, Brussel.
- Victor Lambrecht, ambtenaar, Brussel.
- Jozef Vrijdaghs, advocaat Sint-Truiden.
- J. Rasschaert, handelaar, Wetteren.

Op 22 december 1917 werd de Raad van Vlaanderen ontbonden.

### Leden Tweede Raad
In de tweede Raad, opgericht in 1918, bleven de meeste leden van de eerste Raad lid, met uitzondering van 12 onder hen. Er kwamen 24 nieuwe leden bij:
- Alfred Bogaerts, onderwijzer, Lier.
- J. De Bondt, schoolhoofd, Leefdaal.
- A. Bracke, leraar, Lokeren.
- Albert van den Broele, drukker, Denderleeuw.
- Lucien Brulez, docent, Gent.
- Aloïs Bruwier, arts, Ichtegem.
- Jan Callens, vlashandelaar, Kortrijk.
- Jérome Decroos, prefect atheneum, Oostende.
- H. Deckers, architect, Mechelen.
- Hendrik Dhooge, leraar, Kortrijk.
- Eugène Everaerts, stadsbibliothecaris, Oostende.
- Lambert Jageneau, kunsthandelaar, Hoogstraeten.
- Camiel Libbrecht, prefect atheneum, Op-Glabbeeck.
- Albert Maene (Brugge, 19 september 1891), zoon van Pieter Maene en Clémence Deeus, was boekhandelaar. Hij organiseerde de activistische activiteiten in Brugge. Zijn vrouw was ondervoorzitster van de Vlaamse Vrouwenbond die in 1918 werd gesticht in Brugge. Hij vluchtte in 1918 naar het buitenland en werd bij verstek veroordeeld tot levenslange hechtenis. In 1926 kwam hij naar België terug (wellicht af en toe ook clandestien voordien) en verscheen opnieuw voor het assisenhof, dat de straf terugbracht op tien jaar. Zijn zoon, Albert Maene junior (°Brugge, 17 december 1921) sloot zich tijdens de Tweede Wereldoorlog aan bij de Waffen-SS en trok naar het Oostfront. In 1943-44 was hij tolk-vertaler bij de Sipo/SD in Gent.
- Alphonsus De Meester (°Roeselare, 3 augustus 1877), handelaar, Brugge. Hij was in 1917 een bierhandel begonnen, waarbij hij Duitse bieren in Brussel aankocht en ze in het Brugse verkocht, hoofdzakelijk aan Duitsers. Hij vluchtte in 1918 naar het buitenland en werd bij verstek veroordeeld tot achttien jaar.
- Hector Plancquaert, advocaat, Gent.
- Frans Primo, journalist, Gent.
- E. De Ruyter, notaris, Sint-Joris-Winge.
- Constant Vansteenkiste, vlashandelaar, Wevelgem.
- Antoon Thiry, leraar, Gent.
- Pieter Ursi, industrieel, Leuven.
- Jozef Verhelst, handelaar, Roeselare.
- Paul Vrijdaghs, inspecteur onderwijs, Brussel.
- Jan Baptist Wannyn, schooldirecteur, Gent.

## Archief
Bewust van zijn belang had de Raad van Vlaanderen een administratie tot stand gebracht die heel wat papier produceerde.
Toen de geallieerde legers naderden, besliste men dat deze documenten niet in handen moesten vallen van de wettige regering, die hierin onvermijdelijk elementen zou vinden om een aantal mensen wegens collaboratie met de vijand te doen veroordelen.
Alle bezwarende documenten werden dan ook halsoverkop verzameld en naar Duitsland gevoerd. De papieren vonden een onderkomen in de universiteit van Leipzig. Ze bleven er bewaard onder het toezicht van enerzijds de Duitse ambtenaar en archivaris Robert Oszwald (1883-1945), die tijdens de oorlog toezichthouder was geweest over het activisme, en anderzijds van het naar Duitsland gevluchte lid en secretaris van de Raad van Vlaanderen Albert Vlamynck. Dit bleef echter niet duren, want Oszwald verhuisde naar Potsdam en Vlamynck naar Kiel. In Leipzig bleef George Roose over de archieven waken. Deze oud-medewerker van August Borms leefde er vereenzaamd, werkloos en weldra verpauperd. Toen zich een amateur aanbood die de archieven wilde kopen, verkocht hij alles op 25 januari 1925 voor 50.000 fr. De koper verhuisde onmiddellijk het archief naar Brussel.
Die koper was Armand Wullus (1893-1969), een actieve medewerker van de Ligue nationale pour l'Unité Belge - Nationale Bond voor de Belgische Eenheid, die als de belangrijkste tegenstander gold van de Vlaams-nationalisten. De hoogleraar Jacques Pirenne (1891-1972) was actief binnen de 'Ligue'. Hij was een zoon van de historicus Henri Pirenne, zelf erevoorzitter van de 'Ligue'.
Na eerst een tijdje geheim te zijn gehouden, werd deze aankoop stilaan bekend en leidde tot enige paniek en onrust onder voormalige leden van de Raad van Vlaanderen. Eindelijk werd in 1928 door de 'Ligue' overgegaan tot publicatie van belangrijke delen uit het archief. Dit was ongetwijfeld interessant voor de geschiedschrijving, maar speelde geen rol meer voor de berechting van de voormalige leden van de Raad van Vlaanderen. Ze waren immers al jaren voordien veroordeeld en de tijd voor amnestie was ondertussen aangebroken.
Het hele archief werd in 1939 door Pirenne aan het Rijksarchief overgemaakt. In 1940 werd het ingedeeld bij de 'gevoelige' archieven, die best niet in handen van de Duitsers mochten vallen en werd naar Engeland verhuisd. Na de oorlog kwam het weer naar Brussel waar het jarenlang met discretie werd behandeld. In 2012 werd een inventaris ervan opgemaakt door Luc Vandeweyer en gepubliceerd. Voortaan was het hele archief voor iedereen toegankelijk.
Schenkingen van het archief van Jos Vandenbroeck aan het Archief en Documentatiecentrum van het Vlaams-Nationalisme (ADVN) wierpen nog bijkomend licht op dit archief en op de wederwaardigheden ervan na 1918, gezien vanuit het gezichtspunt van voormalige leden van de Raad van Vlaanderen.